# Museo Camilo Egas
El Museo Camilo Egas es un museo de arte en Quito, Ecuador de las obras de arte del pintor modernista ecuatoriano Camilo Egas. Además de exponer las obras del pintor, el museo también funciona como centro cultural con una misión pedagógica para niños y jóvenes con talleres educativos y clases interactivas.
La casa donde está ubicado el museo data del siglo XVIII durante la época colonial española. El edificio histórico fue restaurado por el Banco Central del Ecuador, dueño original de la colección del museo.
El museo es gestionado por el Ministerio de Cultura y Patrimonio del Ecuador y la entrada es gratuita al público.

## Historia
El museo abrió al público en 1980 y funcionó como museo del arte del pintor Camilo Egas hasta mediados de los años 1990. En el 2004 se decidió reinaugurar el museo con una nueva misión para funcionar como espacio cultural y educativo para niños y jóvenes.

### Galería del museo

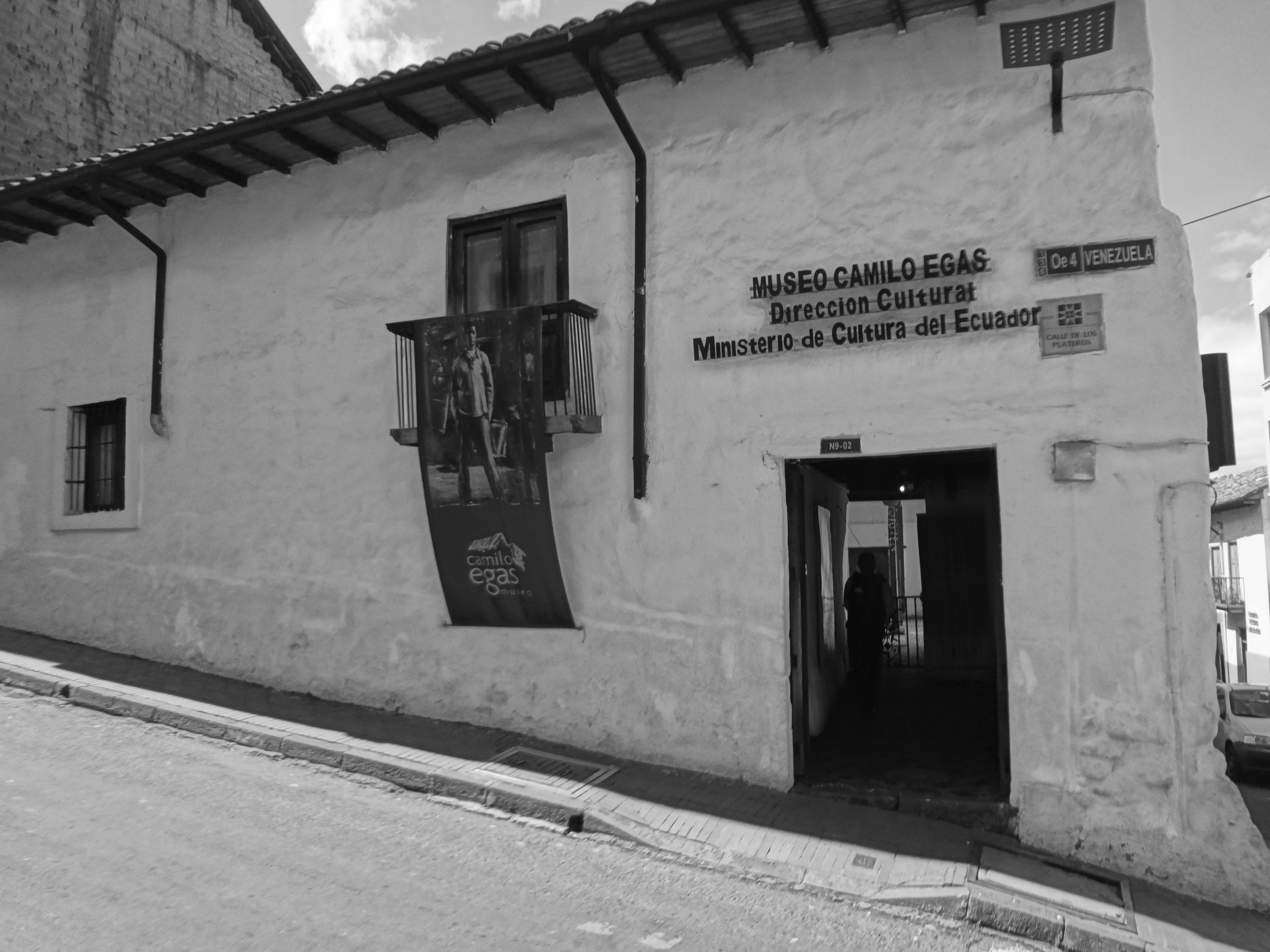
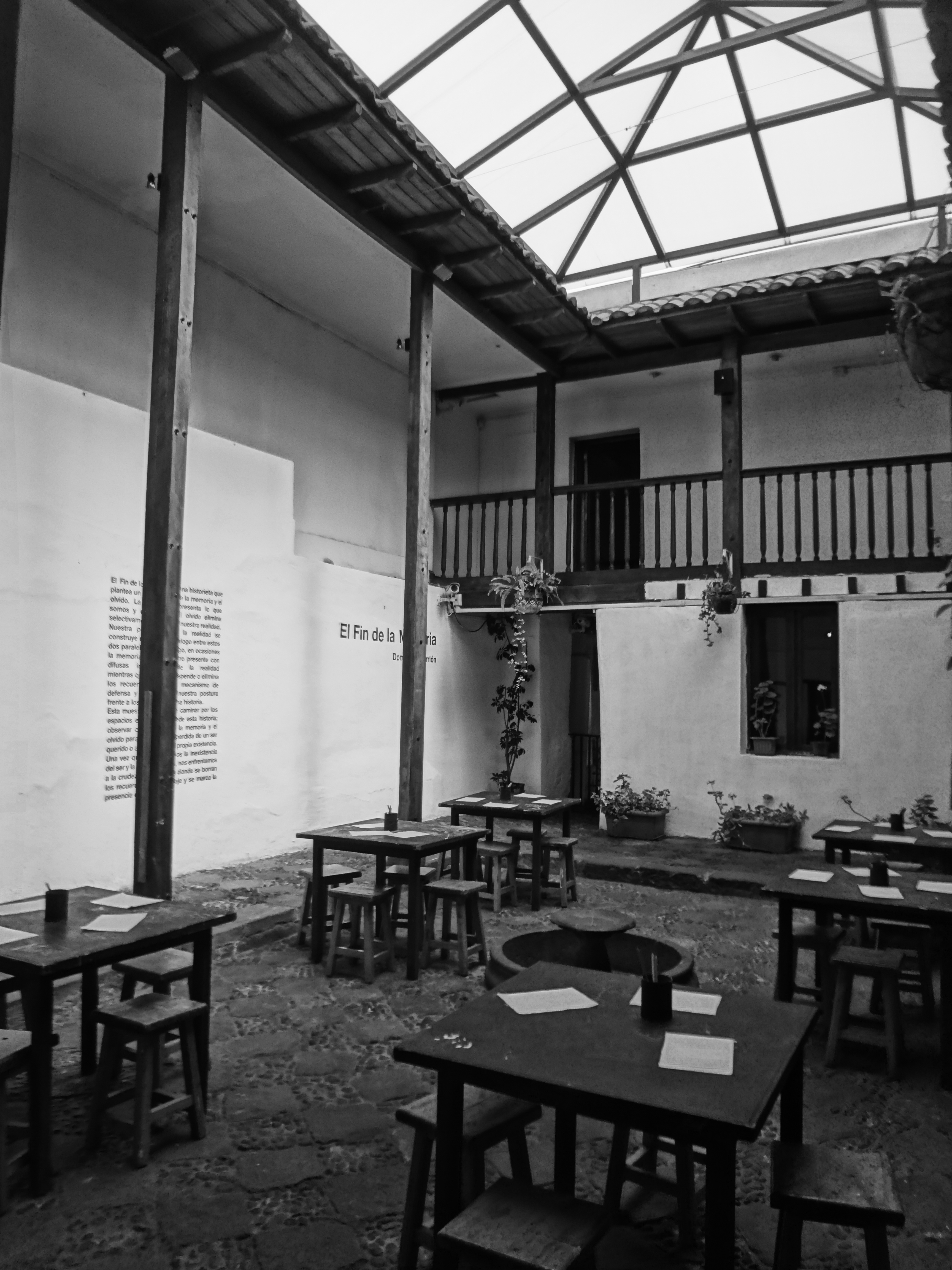
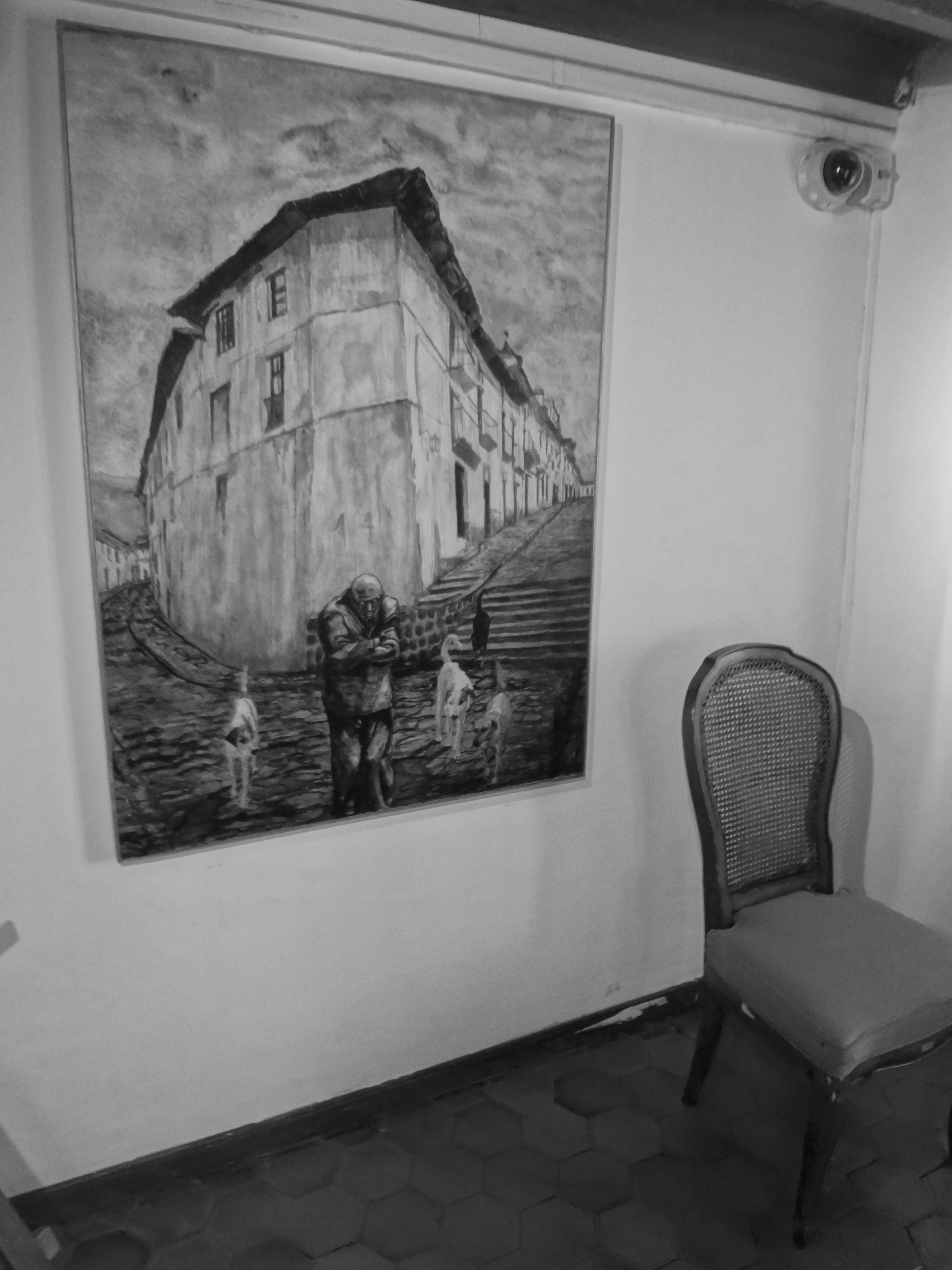
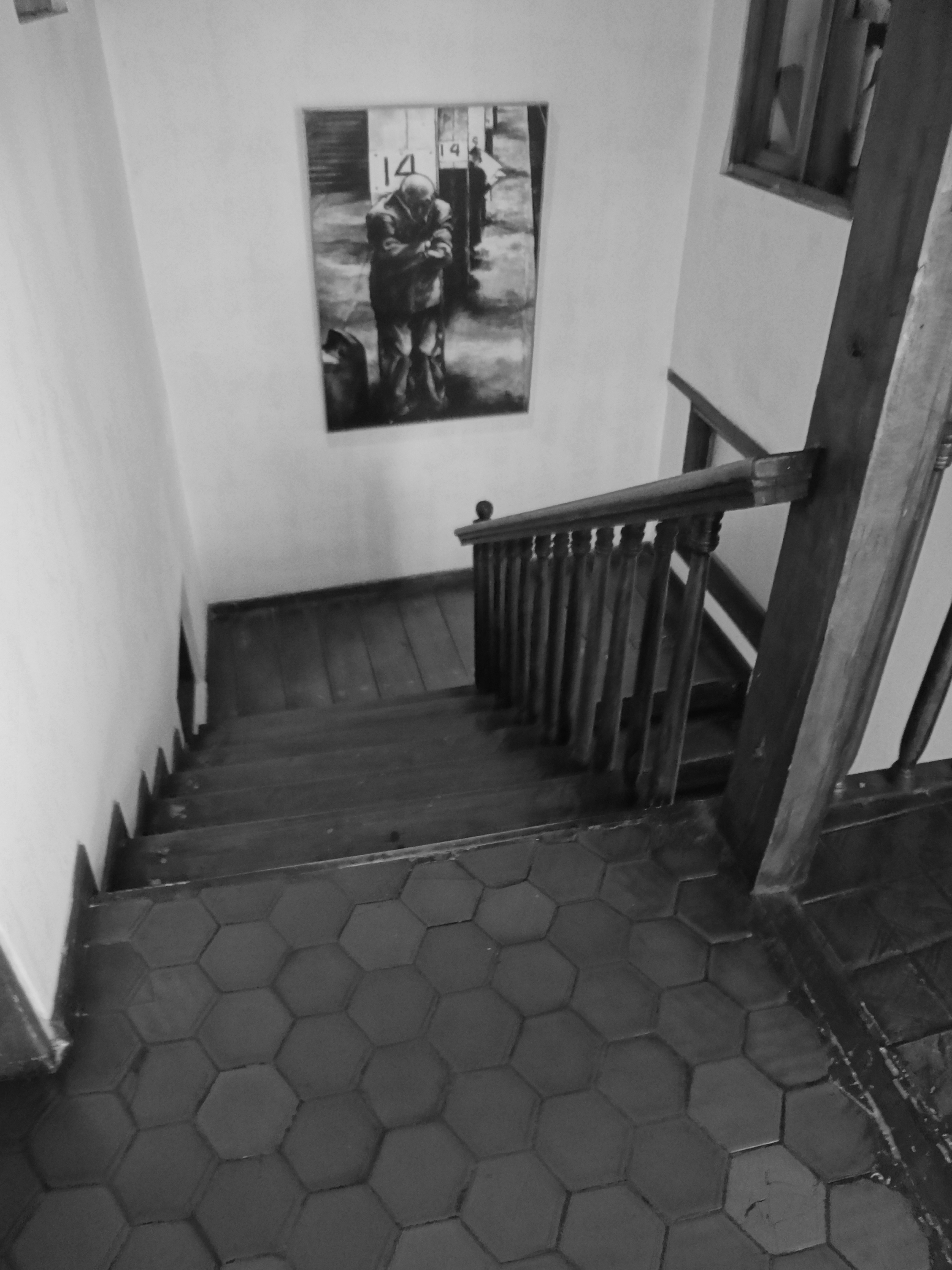
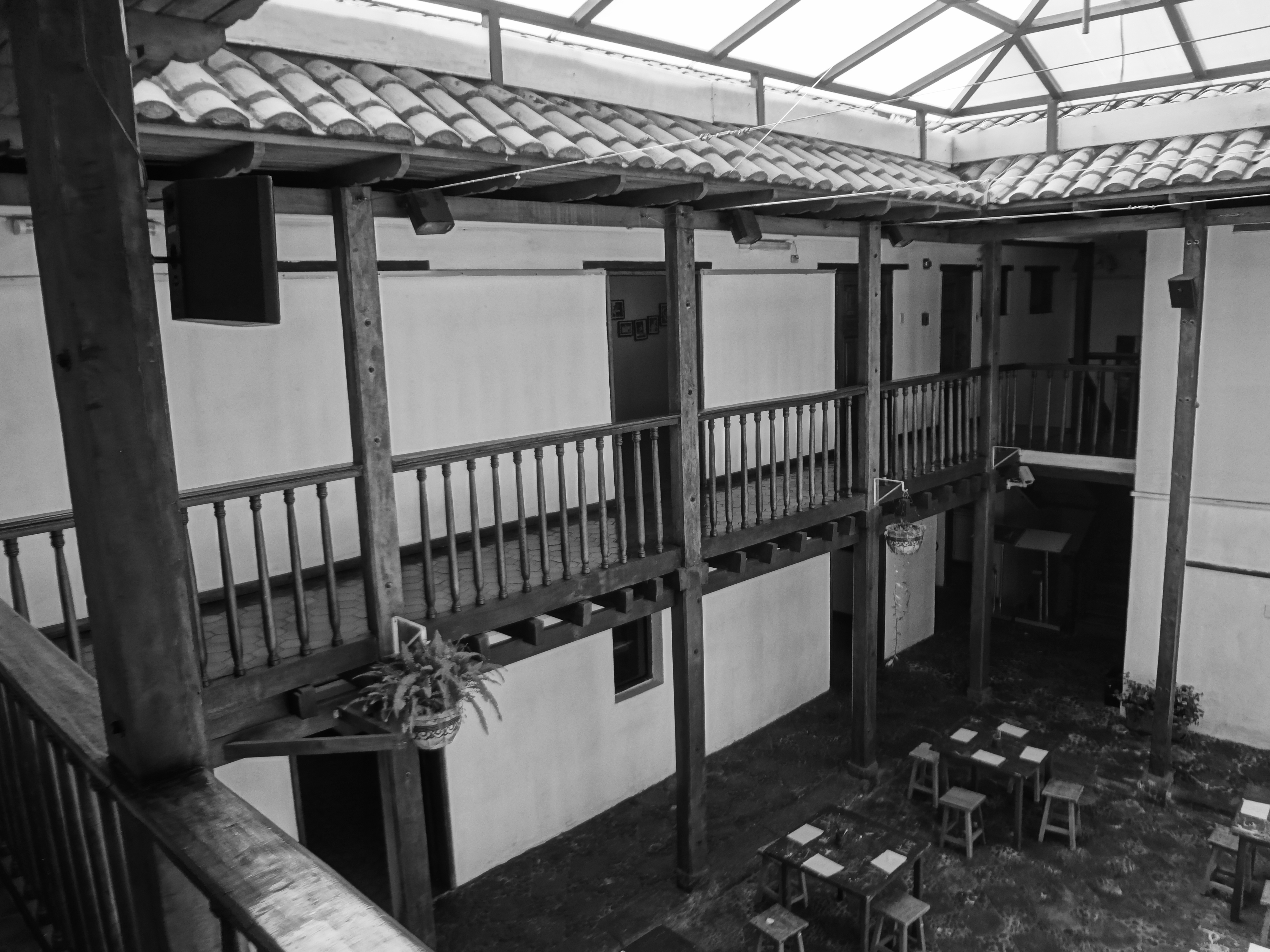